# Salzgurke

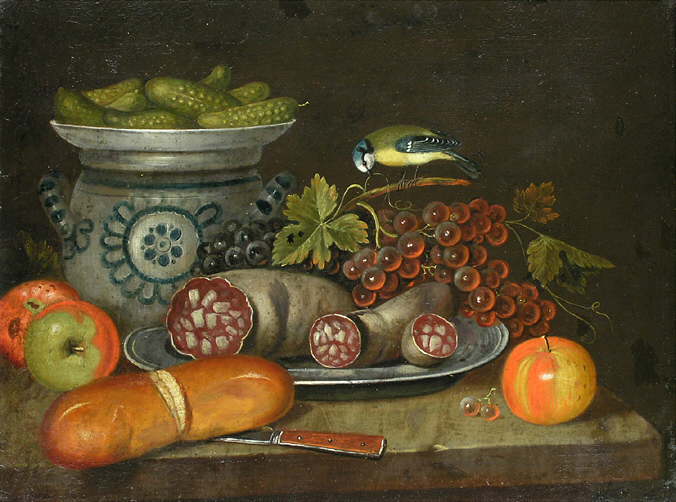
Salzgurken sobre un lienzo de un pintor italiano del

El Salzgurken (también llamados en el área alemana de Berlín Saure Gurken, que en alemán significa pepino ácido, o pepino salado o en salazón) se trata de unos pepinos tratados de tal forma que han fermentado en ácido láctico, y que son muy famosos en la cocina berlinesa. Los Salzgurken son ricos en vitaminas y sales minerales.

## Preparación
Para la preparación de los Salzgurken se deben elegir siempre los pepinos de tamaño mediano, y se deben poner en salmuera durante al menos 24 horas con agua caliente, y luego se añaden otros condimentos al caldo, los cuales dependen de las recetas, y que pueden ser: pimienta, clavo, eneldo, albahaca, laurel, hojas de vid, hojas de cerezo, rábano, azúcar, etcétera. Luego se echa la mezcla en una especie de olla de barro (Steinguttöpfen) o un barril de madera, se le agrega vinagre, y se deja fermentar.

## Literatura
- Peter Meurer: Einfluß pflanzeneigener Enzyme und anderer Faktoren auf die Textur fermentierter Gurken. Uni Hohenheim Diss. 1991.

- Datos: Q1211297
- Multimedia: Kovászos uborka / Q1211297